# 披披群岛

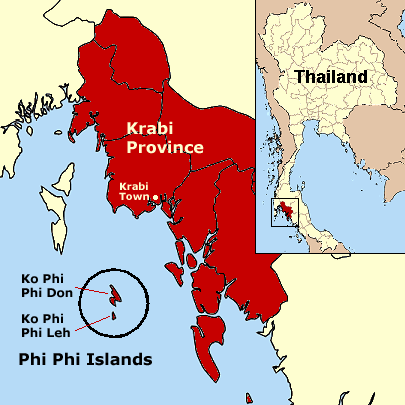
披披群島的位置圖

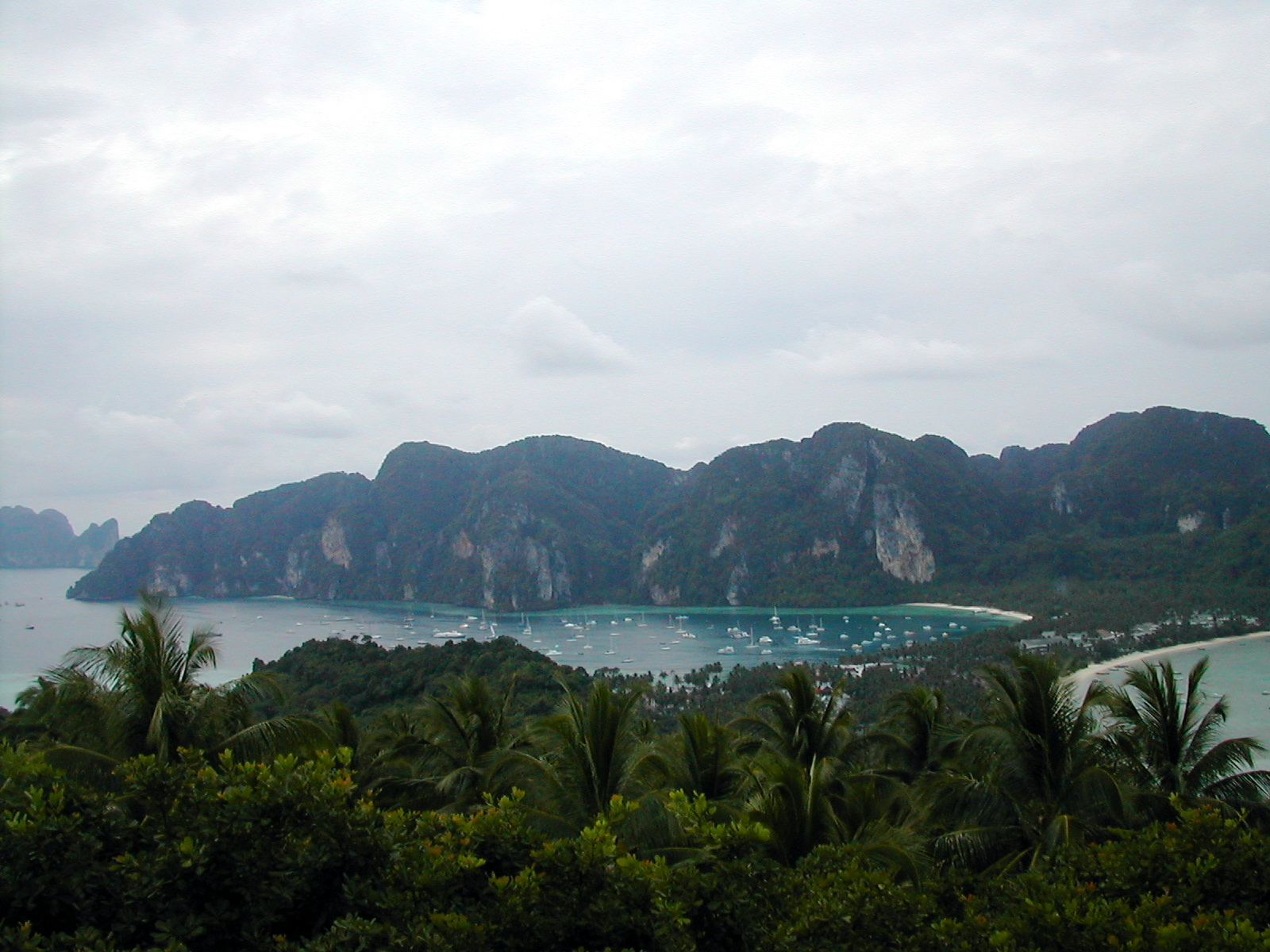
大披披島

7°44′00″N 98°46′00″E / 7.73333°N 98.76667°E
披披群島（羅馬化：keāa phīphī；中文常簡稱為披披岛、皮皮岛或PP島）是泰國的旅遊勝地，位於普吉島與泰國本土同樣屬於南部地區的甲米府（Krabi）之間之海面上。由於近年愈來愈多人前往布吉島度假，使不少嚮往寧靜假期的人選擇鄰近布吉的披披群島。因此泰國旅遊當局從1990年代開始開發這個群島，並開辦旅行團到此遊玩。
電影（The Beach）在小披披島取景時，電影公司在拍攝前為了把當地的沙灘建設成與原著近似的樣貌，把當地大量可以防風防浪的植被挖走，然後移植100棵椰樹之類的外來植物，以及興建度假屋。當年拍攝電影時，電影公司之舉受到世界環保人士的猛烈批評。
2004年12月26日，披披群島在2004年印度洋大地震所引發的海嘯中受到嚴重破壞。事後，有關當局在當地重新種植大樹，以希望將來再有地震發生時，大樹可以幫助卸去地震帶來的海嘯所造成的衝擊，從而減輕損害。

## 地理
披披群島於1983年成為國家公園，範圍內共有六個主要島嶼組成，還有兩個主要海灣。
- 大披披島（Phi Phi Don）：一系列島嶼當中最大的一個島，並且是唯一有人定居的島。主要由石灰岩組成，是一個原來由二個小島組成的連島沙洲。面積28平方公里，寬3.5公里，長8公里。
- 小披披島（Phi Phi Lay）：一系列島嶼當中第二大的島，最多遊客前往，以沙灘聞名；面積6.6平方公里，島上東北方的海盜穴（viking cave）中有大象、船隻的古代壁畫。電影（The Beach）就是在這裡的馬亞灣取景。
- 外比達島（Bidanok）
- 內比達島（Bida Nai）
- 榮島（Yoong）
- 排島（Pai）
- 通塞灣（Ton Sai Bay）：通塞灣位於大披披島，是遊客活動的主要中心，附近有餐廳、酒吧、旅館等設施
- 羅達狼灣（Ao Lodalum）罗达拉木湾（Ao Lodalum）的海濱

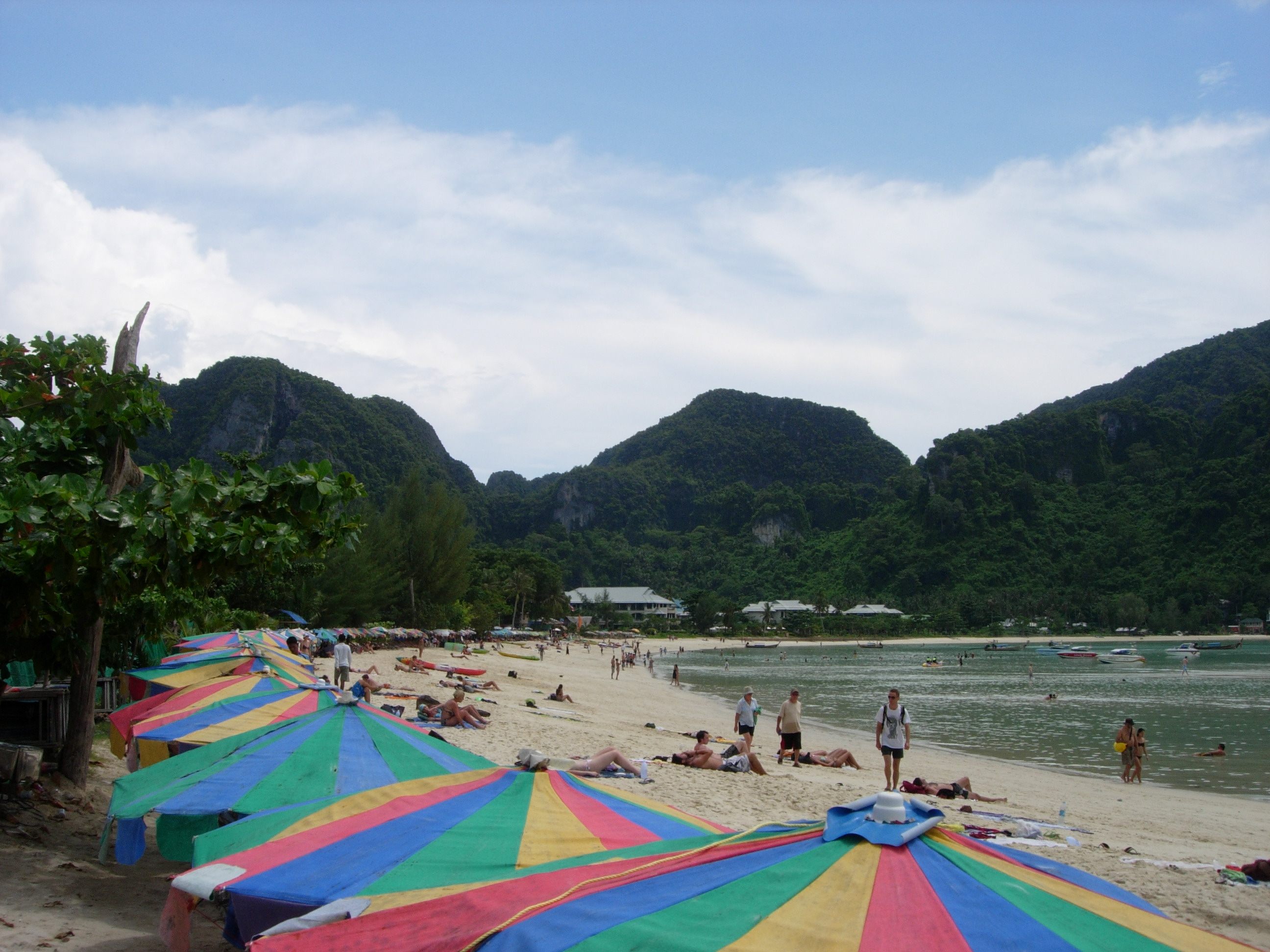
罗达拉木湾（Ao Lodalum）的海濱

- Yao beach：位於大披披島通塞灣南方，提供潛水活動，觀賞海底的珊瑚礁

## 历史
披披岛（发音为 "phi-phi"）的名字源自马来语。岛屿的原名是Pulau Api-Api（"火热的岛"）。这个名字指的是岛上的Pokok Api-Api，或 "火红的树"（灰色红树林）。

## 交通
- 陸路：披披島上的道路主要是小道的型式
- 空中交通：位於喀比、董里和普吉三處有機場相連，喀比機場是通往披披群島旅遊的主要機場，距喀比省城約10公里。
- 自行車：自行車是通塞灣的熱門交通工具之一
- 渡輪：在普吉、喀比等地可搭渡輪前往披披，除了乘客外，也可載運車輛，在喀比可於趙發碼頭(Jao Fa)搭乘。[3]
- 船：島上有許多船公司提供船隻服務，可載遊客前往潛水地點。

## 觀光
披披群島的觀光重點在它的海灘和海景，約在1990年代初期，披披群島的景點才被遊客發掘，當時島上只有簡單的住宿地點，後來逐漸轉變成喀比重要的觀光景點。島上的觀光活動包括潛水、獨木舟、賞鳥、懸崖跳水、海上航行、捕撈、水療等。
通塞灣有多樣的夜生活，在頂級的飯店中提供爵士、藍調和古典類型的酒吧，也可在星空下享用雞尾酒。在通塞灣的鬧區是酒吧的集中區，有些酒吧提供現場演奏音樂。當地法律規定凌晨兩點之後不得大聲演奏放送音樂，但部分申請到許可證的商家，可在兩點之後持續營業。

## 後海嘯重建工作
2004年印度洋大地震所引發的海嘯，毀掉島上70%的建築，一直到2005年7月底，陸續有850具屍體被發現，估計還有一千兩百人失蹤，當地的旅遊單位估計約共有四千人罹難。在大披披群島上的居民，有104名生還的兒童成為孤兒。
在災難發生後，島上的民眾立刻被疏散，泰國政府宣布暫時關閉披披群島，原來居住在披披島的居民被安置在喀比府。
2005年1月6日，居住在披披島的荷蘭人Emiel Kok成立了一支志願服務隊，名為「Help International Phi Phi」，縮寫為Hi Phi Phi，並由難民營召募了68個泰籍人手，同時也是暫時的背包客志工，返回披披島展開重建工作。2005年2月18日，第二個重建組織「披披潛水隊」（Phi Phi Dive Camp）成立，主要工作是清理海灣內和珊瑚礁區域，主要的區域為同塞海灣（Ton Sai Bay）。
到了2005年7月底，清出了2萬3千噸的廢棄物，其中的7千噸是由這些服務隊隊員親手清出。組隊的Emiel Kok表示：「我們嘗試並盡量用手來清理，如此一來就可以找到更多的護照或其他証明物品。」大部分的建築物由政府單位修復，約300個左右的商業活動也重新在島上展開。Hi Phi Phi也因此被時代雜誌提名亞洲英雄獎。

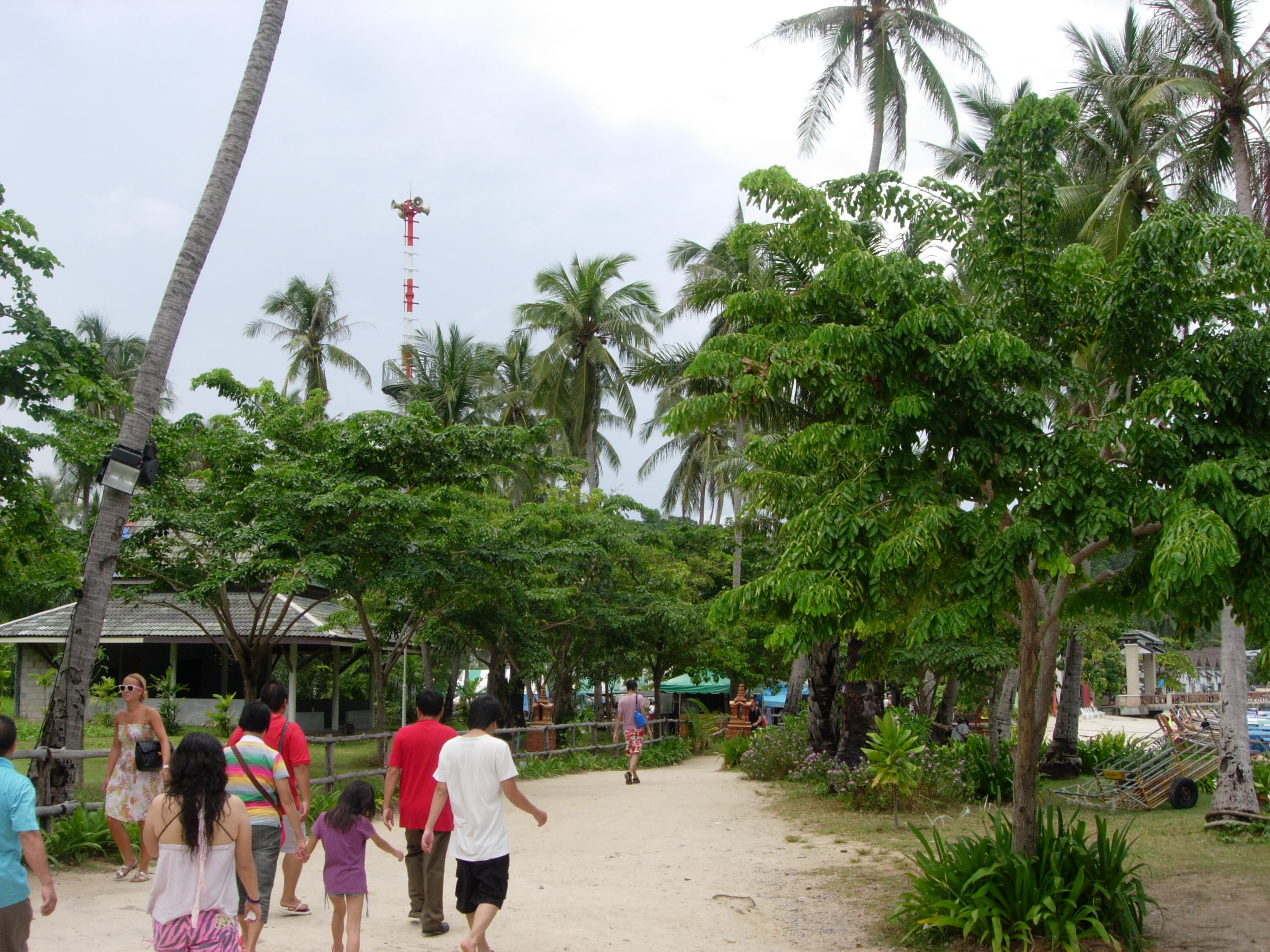
图中的高高的红白柱就是大皮皮岛上的海啸警报器，位于大皮皮岛码头附近的岛中心地带。

2005年10月31日，喀比官方提出升級披披的酒店和餐廳等級，並限制入島觀光人數，藉以維護當地的地貌的提案，但是當地的居民反對這項提案。到了2005年12月6日，將近1500間旅館開張，政府在志工的幫助下，在島上建立了海嘯預警系統。

## 外部連結
- OpenStreetMap上有關披披群岛的地理
- Koh Phi Phi Islands on video （页面存档备份，存于）
- Koh Phi Phi Islands on YouTube video （页面存档备份，存于）
- Ko （页面存档备份，存于） Phi Phi Islands on video